# Type 4 (obice)
L'obice da 15 cm Type 4 (四年式十五糎榴弾砲?, Yonenshiki Jyūgosenchi Ryudanhō) era un obice pesante usato dall'Esercito imperiale giapponese durante la seconda guerra sino-giapponese e la seconda guerra mondiale. Il nome era dovuto all'anno di adozione da parte dell'Esercito imperiale, il quarto di regno dell'imperatore Taishō, cioè il 1915.

## Storia

### Sviluppo e produzione
L'obice Type 4 venne progettato dall'arsenale dell'esercito di Osaka per rimediare ai limiti dell'obice Type 38, soprattutto per la sua scarsa mobilità, ma nonostante l'immissione in servizio dell'obice da 150 mm Type 96, esso rimase in servizio per tutta la durata della seconda guerra mondiale; gli esemplari catturati dai cinesi furono usati per tutta la guerra civile cinese. Il Type 4 da 150 mm venne progettato nel 1915, durante la Grande Guerra, per rimpiazzare definitivamente il Type 38. Venne prodotto in quantità considerevoli e rimase il pezzo di artiglieria medio standard dell'Esercito imperiale fino al 1936.

### Impiego operativo
Il Type 4 era considerato obsoleto per il servizio di prima linea già all'inizio della seconda guerra sino-giapponese, ma poiché il Type 96 veniva prodotto a ritmi insufficienti esso rimase in servizio su tutti i fronti fino alla fine della guerra del Pacifico. Contro le truppe cinesi il pezzo si rivelò efficace, a causa della disperata carenza di artiglieria pesante da parte cinese nella prima parte della guerra su questo fronte; tuttavia, ogni qualvolta i giapponesi si trovarono di fronte unità di artiglieria pesante cinese, solitamente equipaggiata con cannoni tedeschi da 15 cm sFH 18 (come per esempio durante la battaglia di Wuhan e quella di Changsha), gli artiglieri dei Type 4 furono puntualmente superati e sconfitti.
Le armi catturate dai cinesi durante la seconda guerra sino-giapponese o abbandonate in Cina dopo la resa del Giappone furono immesse in servizio sia dall'Esercito nazionalista del Kuomintang che dall'Esercito Popolare di Liberazione dei comunisti cinesi, durante la guerra civile cinese.

## Tecnica
Il Type 4 era il primo cannone giapponese a rimpiazzare il sistema di rinculo idraulico a molla con uno idropneumatico. L'otturatore era a cuneo verticale. L'affusto modificato gli consentiva di sparare ad elevazioni estreme, aumentandone l'utilità nella giungla e su terreni difficili.
Una delle caratteristiche più degne di nota era l'estrema leggerezza del pezzo rispetto al peso della munizione usata. Per il trasporto la bocca da fuoco veniva rimossa dalla slitta e trasportata su un apposito carrello; due avantreni venivano agganciati al carrello porta-obice ed all'affusto, in modo che ognuna delle due vetture potesse essere trainata da un tiro di sei cavalli. Le operazioni di disassemblaggio aumentavano il tempo di messa in batteria ma, in aree dove infrastrutture stradali e ponti erano deboli o inesistenti, il traino in due vetture aumentava considerevolmente la mobilità dell'obice. Anche se era possibile trainare il pezzo in unico carico, questa soluzione non era sicura sulle lunghe distanze o su cattive strade a causa dell'estrema lunghezza dell'affusto, che lo rendeva fragile in caso di urto.
Il Type 4 impiegava munizioni semi-fisse; erano disponibili proietti ad alto esplosivo, perforanti, shrapnel, a caricamento chimico, fumogeni e traccianti.